# Otto Pächt
Otto Pächt (geboren 7. September 1902 in Wien, Österreich-Ungarn; gestorben 17. April 1988 in Wien) war ein österreichischer Kunsthistoriker.

## Leben
Otto Pächt wurde als Sohn eines jüdischen Textilfabrikanten in Wien geboren. Der Vater wurde nach dem Anschluss Österreichs 1938 inhaftiert und enteignet, er floh mit seiner Frau nach England. Pächt studierte in Wien und Berlin Kunstgeschichte bei Max Dvorak, Julius von Schlosser, Karl Maria Swoboda und Adolph Goldschmidt. Er hörte auch Vorlesungen von Max Weber und Wilhelm Pinder. 1925 wurde er mit einer Dissertation über Das Verhältnis von Bild und Vorwurf in der mittelalterlichen Entwicklung der Historiendarstellung promoviert. In der Folge war er neben Hans Sedlmayr einer der Begründer des kunstwissenschaftlichen Strukturalismus und herausragender Vertreter der sogenannten „Neuen Wiener Schule der Kunstgeschichte“.

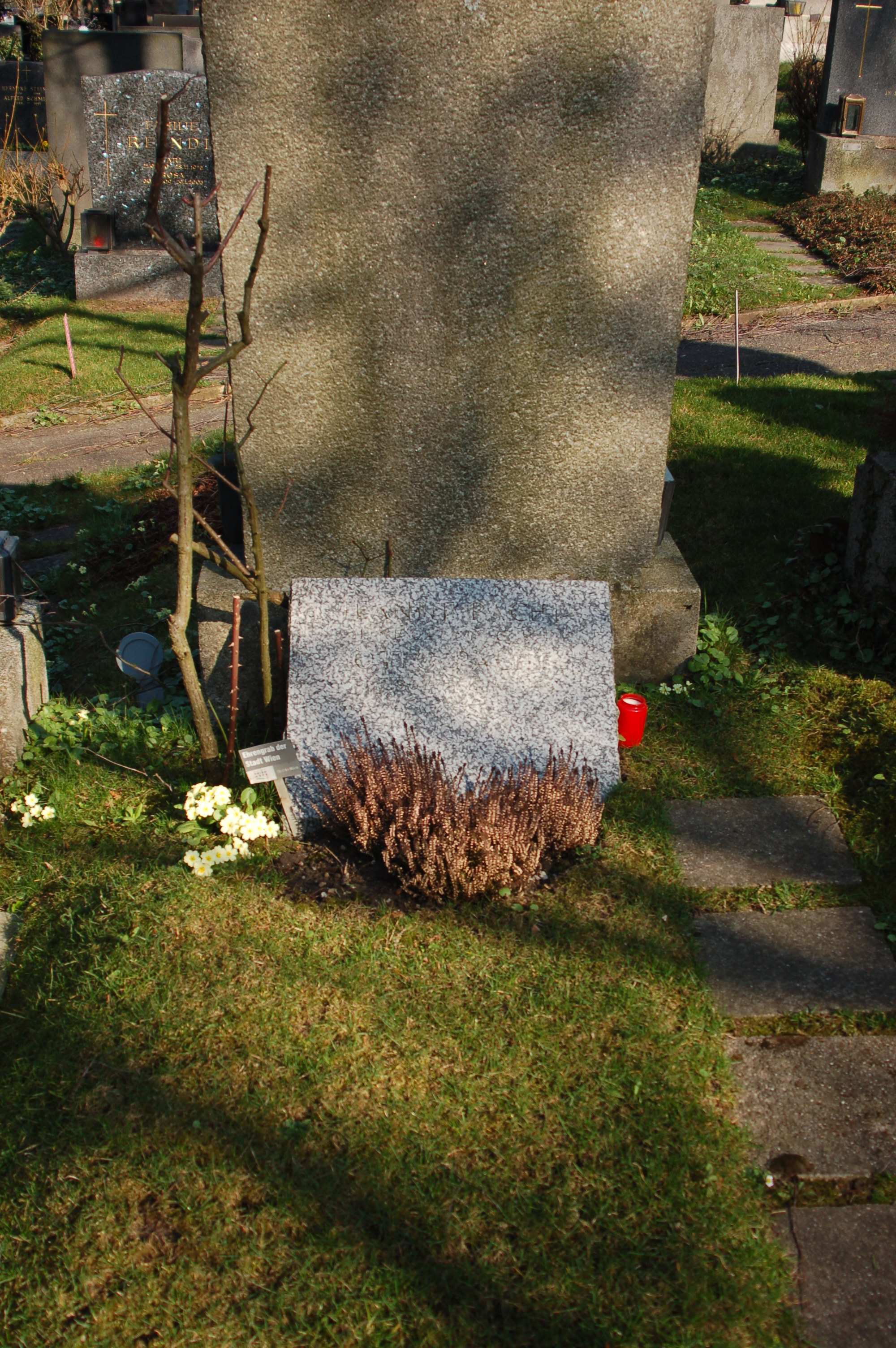
Grabmal von Otto Pächt auf dem Neustifter Friedhof

Pächt habilitierte sich 1932 in Heidelberg und erhielt im Dezember die Venia legendi, die Antrittsvorlesung konnte er nach der Machtergreifung der Nationalsozialisten 1933 nicht mehr halten. 1936 emigrierte er nach England. In Oxford katalogisierte er die Handschriftensammlung der Bodleian Library und lehrte als Lecturer Geschichte der mittelalterlichen Kunst an der Universität. 1956/57 unterrichtete er in den USA in Princeton, 1960 als Gastprofessor in New York. 1958 wurde er im Zuge der Wiedergutmachung in Baden-Württemberg zum Ruhestandsprofessor ernannt. 1963 wurde er als Ordinarius für Kunstgeschichte an die Universität Wien berufen und 1967 in die Österreichische Akademie der Wissenschaften. Nach seiner Emeritierung 1972 bearbeitete er den Katalog der illuminierten Handschriften der Österreichischen Nationalbibliothek. Seit 1956 war er Mitglied (Fellow) der British Academy.
Pächt widmete sich in seiner wissenschaftlichen Forschungs- und Lehrtätigkeit vor allem der mittelalterlichen Buchmalerei und der europäischen Kunst des 15. Jahrhunderts. Er war unter anderen mit Robert Musil und Oskar Kokoschka befreundet.

## Auszeichnungen
- 1976: Wilhelm-Hartel-Preis
- 1985: Österreichisches Ehrenzeichen für Wissenschaft und Kunst

## Publikationen (Auswahl)
- Österreichische Tafelmalerei der Gotik. Augsburg-Wien 1929
- Early Italian nature studies and the early calendar landscape. In: Journal of the Warburg and Courtauld Institutes. Band 13, 1950, S. 13–47.
- Methodisches zur kunsthistorischen Praxis. Ausgewählte Schriften. München 1977, 2. verbesserte Auflage München 1986
- Buchmalerei des Mittelalters. Eine Einführung. München 1984, 3. Auflage 1989

postum
- Van Eyck: Die Begründer der altniederländischen Malerei. Hrsg. von Maria Schmidt-Dengler. Einführung Artur Rosenauer. München 1989
- Rembrandt. Hrsg. Edwin Lachnit. Einleitung Artur Rosenauer. München 1991, 2. Auflage 2005
- Altniederländische Malerei. Von Rogier van der Weyden bis Gerard David. Hrsg. Monika Rosenauer. München : Prestel, 1994